# Scraper (Oklahoma)
Scraper és una concentració de població designada pel cens dels Estats Units a l'estat d'Oklahoma. Segons el cens del 2000 tenia 475 habitants.

## Demografia
Segons el cens del 2000, Scraper tenia 475 habitants, 189 habitatges, i 137 famílies. La densitat de població era de 3,6 habitants per km².
Dels 189 habitatges en un 28% hi vivien nens de menys de 18 anys, en un 60,8% hi vivien parelles casades, en un 9% dones solteres, i en un 27,5% no eren unitats familiars. En el 24,9% dels habitatges hi vivien persones soles el 9% de les quals corresponia a persones de 65 anys o més que vivien soles. El nombre mitjà de persones vivint en cada habitatge era de 2,51 i el nombre mitjà de persones que vivien en cada família era de 2,96.
Per edats la població es repartia de la següent manera: un 24,2% tenia menys de 18 anys, un 6,3% entre 18 i 24, un 24% entre 25 i 44, un 27,4% de 45 a 60 i un 18,1% 65 anys o més.
L'edat mediana era de 43 anys. Per cada 100 dones de 18 o més anys hi havia 81,8 homes.
La renda mediana per habitatge era de 29.018 $ i la renda mediana per família de 35.313 $. Els homes tenien una renda mediana de 26.111 $ mentre que les dones 24.500 $. La renda per capita de la població era de 12.770 $. Entorn del 10,9% de les famílies i el 13,2% de la població estaven per davall del llindar de pobresa.

## Poblacions més properes
El següent diagrama mostra les poblacions més properes.